# Psicodinamica

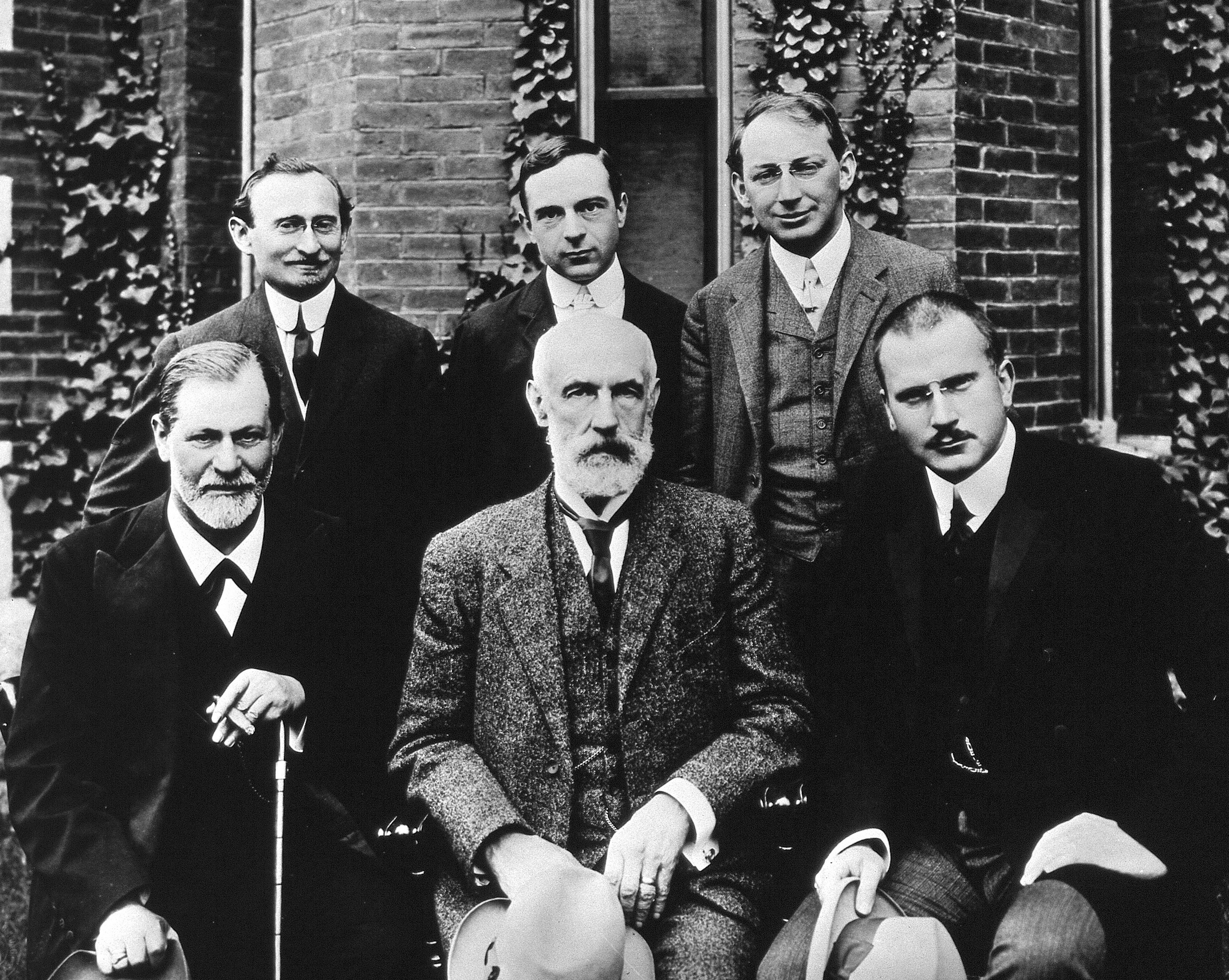
in primo piano: Sigmund Freud, G. Stanley Hall, Carl Jung; dietro: Abraham A. Brill, Ernest Jones, Sándor Ferenczi, alla Clark University, Worcester, Massachusetts, Settembre 1909.

La psicodinamica è l'insieme di meccanismi e processi psichici sottesi al comportamento e più in generale alla personalità di un individuo, preso singolarmente o in relazione ad altri.
Al di là della definizione, il termine assume nella storia della psicologia un significato che connota un orientamento teorico preciso, che si rifà principalmente al lavoro di Sigmund Freud e alla cosiddetta rivoluzione psicoanalitica. In questo senso la psicodinamica, incentrata sul concetto di inconscio, viene talvolta contrapposta a altri orientamenti teorici, quali la psicologia cognitivo-comportamentale o la psicologia umanistico-esistenziale.

## Descrizione

### Psicologia dinamica
La branca della psicologia che studia, analizza e descrive gli aspetti della psicodinamica è la psicologia dinamica, sviluppatasi ampiamente grazie al contributo di Sigmund Freud. L'accezione "dinamica" sta ad indicare prevalentemente l'esistenza di forze o attività psichiche che possono interagire o entrare in conflitto, dando origine a caratteristiche di personalità e comportamenti che, se pervasivi e disadattivi, sono considerati come sintomi di un disturbo psichico.
Il concetto di conflitto psichico è centrale nella psicologia dinamica, e si riferisce primariamente all'idea freudiana del costante conflitto fra desiderio e difesa, vale a dire fra un movimento verso un oggetto, un obiettivo ed una serie di "impedimenti" dettati dalla morale o da altre regole comportamentali apprese. Questa definizione sembrerebbe circoscrivere l'interesse della psicologia dinamica al ramo delle nevrosi, benché si siano sviluppate, nel corso del tempo, delle teorie psicodinamiche relative a disturbi diversi, come le psicosi ed i disturbi di personalità, relative al rapporto con la realtà ed alle relazioni.
Gli stessi modelli psicodinamici, intesi nell'accezione storica originaria "pulsionalista" di inizio Novecento (ed attualmente in buona parte superati e revisionati), sono accomunati dalla concezione del funzionamento mentale come il risultato di un conflitto. Il conflitto è dato dalla opposizione tra potenti forze inconsce che richiedono l'espressione e la soddisfazione immediata, e forze opposte che impongono un controllo, e limitano l'espressione reprimendola o permettendone la soddisfazione in modalità socialmente accettabili. Il conflitto, in altri termini, può essere concettualizzato come la contrapposizione tra un desiderio ed una difesa contro il desiderio stesso.

### Costituzione ed esperienza
È da sempre occasione di dibattito la natura costituzionale od esperienziale dei diversi disturbi mentali, e quindi dei processi legati alla loro genesi. Freud considerava la psicodinamica come un'eredità della natura umana, visto che definì una serie di meccanismi prettamente "regolari" fra le persone (meccanismi di difesa, natura del conflitto psichico, organizzazione delle istanze psichiche). L'esperienza, in questo senso, interverrebbe a deviare, spostare o arricchire i percorsi soliti dell'attività psichica, orientata verso un oggetto o un obiettivo.
Ad esempio il bambino che sugge al seno materno risponde all'esigenza di nutrirsi, ma la piacevolezza legata all'esperienza, dovuta alla libido orale, lo porterà a ricercare il piacere della stimolazione oro-alimentare. Le ripetute esperienze dell'allattamento incideranno sulla personalità del bambino e dell'adulto, determinando alcune caratteristiche riconoscibili.
Lo stesso accadrebbe con esperienze negative o traumatiche, con conseguenze diverse e disadattive sul comportamento. Altri autori hanno rifiutato il primato dell'inconscio nei processi psicodinamici del bambino, riconoscendogli delle competenze psichiche superiori e già organizzate, di natura perciò costituzionale e individuale. È comunque possibile sostenere che gli aspetti inerenti alla psicodinamica siano per lo più costituzionali, dal momento che le attività principali, i meccanismi ed i processi psichici sembrano essere gli stessi per ogni persona, delineando fra l'altro una continuità fra "normalità" e "patologia" nella psicologia, dal momento che le stesse funzioni che regolano la vita psichica dei cosiddetti "sani" possono portare a dei disturbi psichici.

## Teorie principali
Glen Gabbard, nel suo testo Psichiatria psicodinamica, individua quattro aree teoriche fondamentali, tutte di derivazione psicoanalitica:
- La psicologia dell'Io di Anna Freud
- La teoria delle relazioni oggettuali di Melanie Klein
- La psicologia del Sé di Heinz Kohut
- La teoria dell'attaccamento di John Bowlby